# Nicolás Diez Valbuena
Nicolás Diez Valbuena (Vega de Gordón, 1891 - Unión Soviética, 1942) fue un maestro que acompañó a los niños exiliados a Rusia durante la guerra civil española.

## Biografía

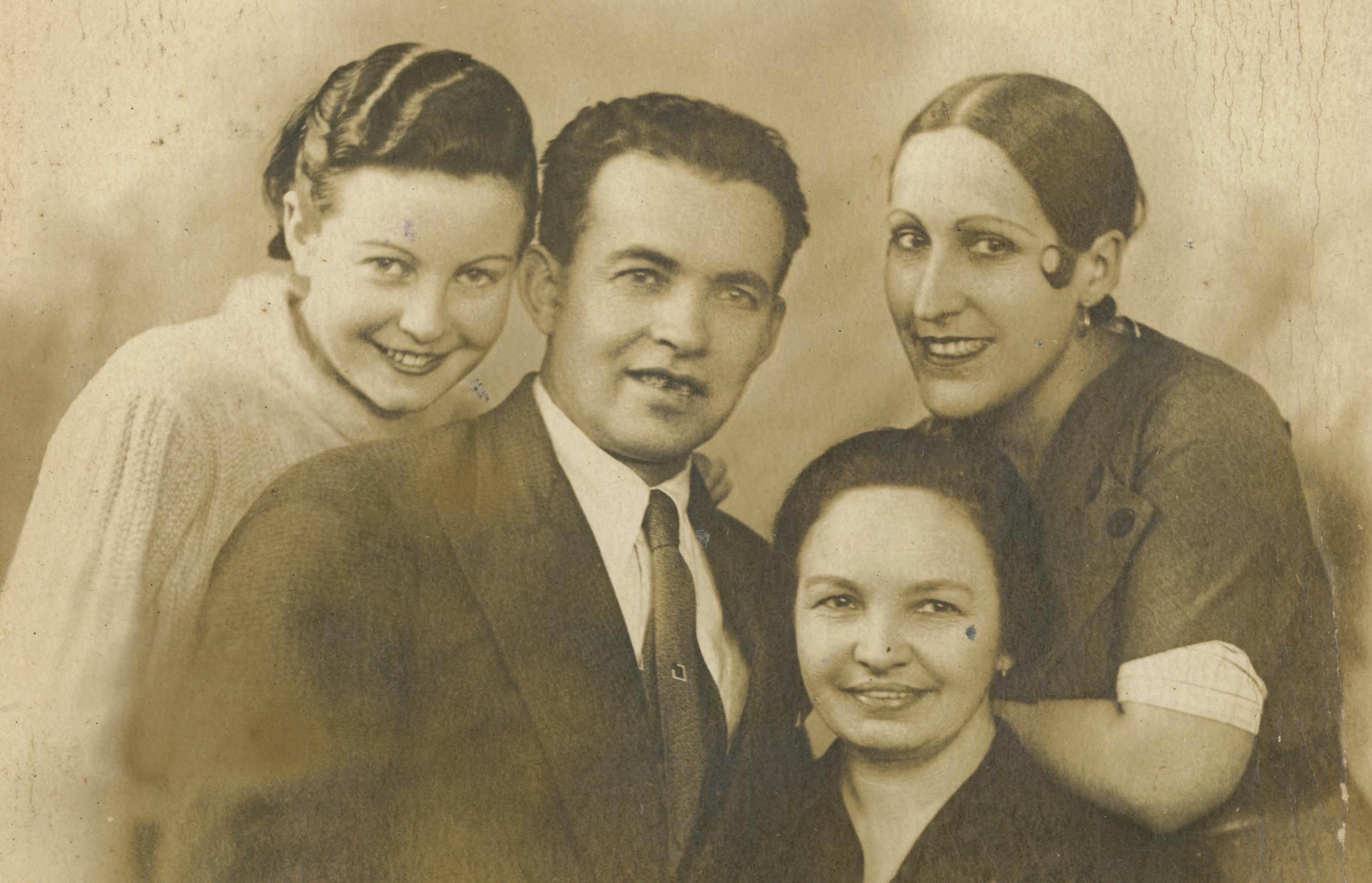
El maestro nacional Nicolás D.V. junto con Dulce Mª, su hija (arriba a la izquierda), Caridad, su mujer (abajo) y la maestra Pilar Villaverde (arriba a la derecha)

Maestro nacional nacido en Vega de Gordón, León, en 1891 y fallecido en la Unión Soviética en 1942, país al que viajó junto con otros maestros y educadores al frente de la evacuación conocida como "Niños de Rusia", que partió desde el puerto gijonés de El Musel en septiembre de 1937. La evacuación, que se prolongó durante veinte años debido al estallido y desarrollo de la 2ª Guerra Mundial, ocasionó una deriva insospechada en la vida de niños y educadores, como se registra en el documental "Infancias Quebradas", del programa de RTVE "Crónicas".
"Valbuena", como era conocido habitualmente el maestro, nació en el pequeño pueblo leonés de Vega, en el municipio de Gordón. Estudió en Oviedo y ejerció su profesión en los pueblos asturianos de Llau (Lago) y Vallobil, ambos en el concejo de Parres. Contrajo matrimonio con Caridad Lueje, vecina de este último lugar parragués en 1917, trasladándose posteriormente el matrimonio a Següencu, en términos de Cangas de Onís, donde nace Dulce Mª Diez Lueje, única hija del matrimonio. Al poco, la familia traslada su residencia a San Juan de Parres, donde discurrió su vida hasta 1934, año en el que Nicolás obtiene destino en el colegio situado en la Carretera de Ceares, en Gijón (Asturias).
El desencadenamiento y curso de la Guerra Civil en Asturias lleva a Nicolás, junto con su mujer e hija, a acompañar como maestro a los "Niños de Rusia" asturianos, partiendo todos desde El Musel el 24 de septiembre de 1937. Tras una salida precaria, en la bodega del barco y en medio de bombardeos, y varias escalas en las costas europeas, llegaron a Leningrado, en la Unión Soviética, donde fueron acogidos como exiliados. En la soviética ciudad de Leningrado, denominada San Petersburgo de nuevo en la actualidad, la vida de Nicolás y su familia discurrió en paz durante algunos años, pero a comienzos de 1941, una denuncia generada en la atmósfera estalinista, atribuyéndole "actitudes antisoviéticas", ocasionó su detención. Su reducida familia (mujer e hija) permaneció en Leningrado, donde sufrieron el estallido de la 2ª Guerra Mundial, dentro del durísimo cerco conocido como "Sitio de Leningrado". No volvieron a tener noticia del maestro hasta varios años después, cuando un telegrama les comunicó, ya en Tbilisi (Georgia) el fallecimiento de Nicolás Diez a causa de una "neumonía".
Algunas referencias señalan como contexto en el que se origina su enfermedad -y fallecimiento- el traslado de un campo de prisioneros a otro.